# Население Вильнюса
Населе́ние Ви́льнюса — жители города Вильнюса, столицы Литвы; к нему обычно относят людей, постоянно проживающих в административных границах города, которые на протяжении времени менялись.
Согласно переписи населения Литвы 2001 года, в городе насчитывалось 553 904 жителей. По данным Департамента статистики при Правительстве Литовской Республики, в 2007 году в современных границах самоуправления города Вильнюса проживало 554 409 человек (из них в самом Вильнюсе 542 782, в Григишкесе, включённом в территорию Вильнюсского самоуправления в 2000 году, — 11 518), в 2008 году — 555 613 (из них в Вильнюсе 544 091, в Григишкесе — 11 462)., в 2016 году, - 622.543 зарегистрированных постоянных жителей проживало в столице Литвы.

## Динамика роста
В XVI веке население Вильны оценивалось в 25—30 тысяч человек и город считался одним из самых крупных городов Восточной Европы. Войны, эпидемии и пожары XVII—XVIII веков приостановили рост населения.
В 1811 году Вильна, с населением в 56 тысяч жителей, занимала 3-е место в Российской империи после Санкт-Петербурга и Москвы. По Всеобщей переписи населения 1897 года город с численностью в 154,5 тысяч человек замыкал десятку крупнейших городов России. Быстрый рост города и его населения проходили со второй половины XIX века до начала Первой мировой войны. После Первой мировой войны, которая сказалась на резком уменьшении и радикальном изменении национального состава жителей города, наметился медленный рост числа жителей.
Численность населения Вильны до 1939 года (тысяч жителей)
| годы          | 1796 | 1811 | 1818 | 1823 | 1834 | 1859 | 1875 | 1897  | 1909  | 1916  | 1919  | 1923  | 1931  | 1939  |
| тысяч жителей | 17,5 | 56,3 | 33,6 | 46,7 | 52,3 | 58,2 | 82,7 | 154,5 | 205,2 | 140,8 | 128,5 | 167,4 | 195,1 | 209,4 |

После потерь Второй мировой войны население сравнительно быстро росло до конца 1980-х годов, затем его рост замедлился. В период между переписями населения 1959 года и 1970 года количество жителей города увеличилась на 136 тысяч человек, то есть на 57%. Две трети от этого числа составил прирост за счёт приезда в Вильнюс жителей окрестных сельских районов, других городов республики и других республик Советского Союза. В 1970 году Вильнюс по числу жителей обогнал Таллин и занял второе место после Риги среди городов Прибалтики. На 1 января 1977 года насчитывалось 450 тысяч жителей. Среди городов Советского Союза Вильнюс занимал 51-е место, среди столиц союзных республик — 13-е, опережая лишь Ашхабад и Таллин.
Численность населения Вильнюса в 1941—2021 годах (тысяч жителей)
| годы          | 1941  | 1944  | 1959  | 1970  | 1979  | 1985  | 1989  | 2001  | 2003  | 2004   | 2006   | 2007   | 2008  | 2009  | 2010  | 2011  | 2012   | 2013  | 2014   | 2015  | 2016  | 2017   | 2018  | 2019  | 2020   | 2021   | 2022   |
| тысяч жителей | 270,0 | 110,0 | 236,1 | 372,1 | 481,0 | 544,4 | 576,7 | 542,3 | 552,8 | 541,18 | 541,82 | 542,78 | 544,2 | 546,7 | 548,8 | 542,9 | 523,05 | 537,1 | 529,02 | 568,7 | 573,1 | 575,03 | 574,1 | 570,8 | 580,02 | 588,41 | 592,38 |

По данным Всеобщей переписи населения Литвы 2001 года, в городе насчитывалось 553 904 жителей. В 2003 году население составляло 541 600 человек. По данным статистики населения Вильнюса в 2021 году составляло 588 412 человек.

## Национальный состав
Город издавна отличался многонациональным населением, причём до середины XX века, литовцы находились в меньшинстве, уступая по численности полякам, евреям и русским.
По данным переписи населения Российской империи 1897 года, среди 154 532 жителей насчитывалось 61 847 (40,0 %) евреев, 47 795 (30,9 %) поляков, 30 967 (20,1 %) русских, 6514 (4,2 %) белорусов, 3238 (2,1 %) литовцев, 4171 (2,7 %) — других.
По данным, собранным местной администрацией, в 1909 году из 205 250 жителей города было 77 500 (37,8 %) поляков, 75 520 (36,8 %) евреев, 2453 (1,2 %) литовцев, 7158 (3,5 %) лиц других национальностей, а также 37 341 (18,2 %) русских православных, 5236 (2,5 %) русских старообрядцев и 42 русских иного вероисповедания.
По данным переписи населения 1931 года, поляков в городе было 65,9 % (128,6 тыс. человек), евреев 28 % (54,6 тыс. человек), русских 3,8 % (7,4 тыс. человек), белорусов 0,9 % (1,7 тыс. человек), литовцев 0,8 % (1579 человек), немцев 0,3 % (600 человек), украинцев 0,1 % (200 человек), других 0,2 % (примерно 400 человек).
По приблизительным данным на начало 1940 года в городе насчитывалось 39,3 % поляков, 34,2 % евреев, 19,2 % литовцев, 4,5 % белорусов и русских, 1,7 % представителей других национальностей. По переписи, проведённой немецкими оккупационными властями 27 мая 1942 года, среди 143,5 тысяч жителей насчитывалось 103,2 тысяч поляков (71,9 %), 29,5 тысяч литовцев (20,9 %), а также 6,1 тысяч русских, 3,1 тысяч белорусов, 1,6 тысяч лиц других национальностей.
| годы     | 1897 | 1916 | 1931 | 1941 | 1959 | 1970 | 1979 | 2001 | 2011 | 2021  |
| литовцы  | 2,1  | 2,1  | 0,8  | 28,1 | 33,6 | 42,8 | 47,3 | 57,5 | 63,2 | 67,44 |
| поляки   | 30,9 | 50,1 | 65,9 | 50,7 | 20,0 | 18,3 | 18,0 | 18,9 | 16,5 | 15,2  |
| русские  | 20,1 | 1,6  | 3,8  | 3,6  | 29,4 | 24,5 | 22,2 | 14   | 12   | 9,61  |
| белорусы | 4,2  | 1,4  | 0,9  | 0,9  | 6,2  | 6,5  | 6,4  | 4,1  | 3,5  | 2,64  |
| украинцы |      |      |      |      |      |      |      | 1,29 | 1    | 0,84  |
| евреи    | 40,0 | 43,5 | 28   | 16,2 | 7,0  | 4,4  | 2,3  | 0,5  |      |       |

На изменения национального состава в XX веке оказали влияние
- эвакуация преимущественно русского населения в начале Первой мировой войны,
- массовое уничтожение евреев во время Второй мировой войны,
- послевоенная «репатриация» поляков (в 1944—1947 годах в Польшу в добровольно-принудительном порядке из Вильнюса переселено 89 587 поляков),
- создание в Вильнюсе крупных промышленных предприятий, к работе на которых привлекались рабочие и специалисты из других республик Советского Союза, при одновременном поощрении переселения литовцев в столицу.

По переписи 1970 года литовцы составляли 42,8 %, русские — 24,5 %, поляки — 18,3 %, белорусы — 6,5 %. В 1997 в Вильнюсе насчитывалось 138 караимов, появившихся в Литве одновременно с татарами в конце XIV века.
По данным всеобщей переписи населения 2021 года, из 546 155 жителей, 368 325 чел. (67,44 %) — литовцы, 83 002 чел. (15,2 %) — поляки, 52 489 чел. (9,61 %) — русские, 14 441 чел. (2,64 %) — белорусы, 4586 чел. (0,84 %) — украинцы, 5552 чел. (1,02 %) — другие, 17 761 чел. (3,25 %) — нет данных.

## Вероисповедание
По сведениям переписи населения Литвы 2001 года, по вероисповеданию среди жителей города преобладают католики.
|                         | количество | проценты |
| ----------------------- | ---------- | -------- |
| католики                | 366 052    | 66,1     |
| православные            | 54 530     | 9,9      |
| старообрядцы            | 6 507      | 1,2      |
| евангелики лютеране     | 1 299      | 0,2      |
| евангелики реформаты    | 1 097      | 0,2      |
| мусульмане сунниты      | 885        | 0,2      |
| иудеи                   | 824        | 0,2      |
| свидетели Иеговы        | 390        | 0,1      |
| буддисты                | 198        | 0,0      |
| баптисты                | 179        | 0,0      |
| караимы                 | 127        | 0,0      |
| униаты                  | 63         | 0,0      |
| кришнаиты               | 63         | 0,0      |
| адвентисты седьмого дня | 49         | 0,0+     |

В Вильнюсе женщин проживает почти на десять процентов больше (301 440; 54, 4 %), чем мужчин (252 464; 45,6 %). По возрасту к группе населения до 16 лет относилось 101 113, к трудоспособному возрасту — 356 323, пенсионного возраста насчитывалось 96 412 человек. Среди жителей города с высшим образованием 115 051 человек (23, 1 %), со специальным — 97 557 (19, 6 %), средним — 150 596 (30, 2 %), неполным средним — 49 000 (9,8 %), начальным — 69 275 (13, 9 %).